# Xyrichtys koteamea
Xyrichtys koteamea is een  straalvinnige vissensoort uit de familie van lipvissen (Labridae). De wetenschappelijke naam van de soort is voor het eerst geldig gepubliceerd in 2004 door Randall & Allen.
De soort staat op de Rode Lijst van de IUCN als Onzeker, beoordelingsjaar 2009.